# Neo-Latin Lexicon
Das Neo-Latin Lexicon (LNL, auch Morgan-Owens Neo-Latin Lexicon oder Lexicon Morganianum) ist ein von David Wells Morgan (1959–2013) begründetes und von Patrick M. Owens (beide US-amerikanische Neolatinisten) fortgeführtes englisch-lateinisches Online-Lexikon. Ziel dieses Lexikons ist es, sowohl das einzigartige Vokabular der Literatur von der Renaissance bis zum zeitgenössischen Latein zu dokumentieren, als auch Einträge anderer bestehender Glossare des Neu- und zeitgenössischen Lateinischen an einem Ort zu vereinen. Das Lexikon bietet heute einen der größten Bestände an neolateinischem Vokabular. Das Lexikon unterstützt dabei die Arbeit von Fachleuten bei Themen des Mittelalters, der Renaissance und der Gegenwart. Darüber hinaus ist es ein wertvolles Werkzeug für Studierende, Lehrende und Praktiker des rezenten Lateins.
Weitergehend bietet diese Webseite ein kleines, aber wachsendes Vokabular an klassischen griechischen Wörtern mit Relevanz für die moderne Welt.